# Baird
Baird je priimek več oseb:
- Absalom Baird, ameriški general
- Chris Baird, severnoirski nogometaš
- John Edmund Alexander Baird, britanski general
- Douglas Baird, britanski general